# Pilar Bernstein
María del Pilar Bernstein Rotger (Rancagua, 6 de mayo de 1957) es una editora y periodista chilena. 
Estudió en la Universidad Católica de Chile.
Bernstein trabajó en Teleonce (1980-1981) y en Televisión Nacional de Chile (1981-2004). Desde 2005 al 2010 y de 2012 al 2013, fue directora de prensa de Canal 13.

## Premios
- 2001, fue galardonada con el Premio Lenka Franulic.[3]
- 2004, ganadora del Premio Embotelladora Andina Coca-Cola.[4]